# دا دزونغ تانغ (إمبراطور صيني)
دي دزونغ تانغ (بالصينية: 唐德宗) والاسم الحقيقي له لي كو، كان إمبراطورًا لأسرة تانغ الصينية والابن الأكبر للإمبراطور دايزونغ، ولد في الموافق من 27 مايو 742م وتوفي في 25 فبراير 805م، كان حكمه الذي دام 26 عامًا ثالث أطول فترة حكم في عهد أسرة تانغ (لم يسبقها إلا الإمبراطور شوانزونغ والإمبراطور قاوزونغ)، بدأ الإمبراطور دي زونغ كإمبراطور مجتهد ومقتصد وحاول إصلاح المالية الحكومية من خلال إدخال قوانين ضريبية جديدة، ومع ذلك، فقد أدت محاولاته هذه لتدمير أمراء الحرب الإقليميين ذوي السلطة الاقوياء، بالإضافة إلى ان سوء الإدارة اللاحق لتلك الحملات تسبب بظهور عدد من التمردات التي كادت أن تقضي عليه وعلى أسرة تانغ بأكملها.
بعد انتهاء تلك الأحداث، تعامل بحذر شديد مع حكام المناطق، مما تسبب في ضعف السيطرة على أمراء الحرب، وتسببت ثقته الزائدة في مجموعة الخصيان (وهم مجموعة من الرجال الذين يتم خصيهم بهدف قيامهم بمهام اجتماعية معينة) في زيادة قوة قوتهم وسلطتهم بشكل كبير، وكان معروفًا أيضًا بجنون العظمة لديه، ويذكر انه في أواخر عهده، لم يمنح الكثير من السلطة لمستشاريه.

## انجازاته في فترة الحكم
بعد أن تولى الإمبراطور دي زونغ العرش، وفي غضون أقل من عام، قام بالعديد من الإجراءات لتحديد خلافاته السياسية مع والده ومن أهمها ما يلي:
- قام بنفي المستشار تشانغ جون، الذي اشتبه الإمبراطور ديزونغ في أنه يتمتع بقوة مفرطة، وحل محله كوي يوفو، بعد ذلك، وبناءً على توصية تسوي، تم تعيين يانغ يان أيضًا مستشارًا.[2]
- تم إجبار غو زي أي، الذي كان يتمتع بسلطة عسكرية كبيرة، على التقاعد (مع انه كان يملك العديد من الألقاب الفخرية).[3]
- قام الإمبراطور دي زونغ بإطلاق سراح الحيوانات الموجودة في حديقة الحيوانات الإمبراطورية، وأرسل العديد من السيدات المنتظرات من القصر، وأمر بعدم السماح للخصيان الذين يخدمون كمراسلين إمبراطوريين بتلقي الهدايا.[4]
- تم احتجاز كوي نينغ الحاكم العسكري لدائرة سيتشوان Xichuan 西川 ، (ومقرها في مدينة تشنغدو الحديثة، سيتشوان)، الذي حكم الدائرة لأكثر من عقد ولم يطيع إلا اسميًا السلطة الإمبراطورية، في تشانغآن (على الرغم من ترقيته اسميًا)، واستعادت الحكومة الإمبراطورية السيطرة على شيتشوان.[5]
- بناءً على اقتراح المستشار يانغ، تم إصلاح النظام الضريبي - بهدف تقليل العبء الضريبي على ملاك الأراضي والمزارعين وإدخال التجار، الذين لم يخضعوا للضرائب في السابق، إلى نظام الضرائب - بموجب قانون ضرائب جديد يُعرف باسم قانون الاثنين للضرائب (بالصينية:兩稅法).[6]